# Metropolitana di Atene
La metropolitana di Atene (in greco: Μετρό Αθήνας, Metró Athínas) è una ferrovia metropolitana che serve la città di Atene, in Grecia. La rete si compone di 3 linee e di 66 stazioni (5 delle quali interscambio tra 2 linee) ed è lunga complessivamente 91,7 km.

## Storia

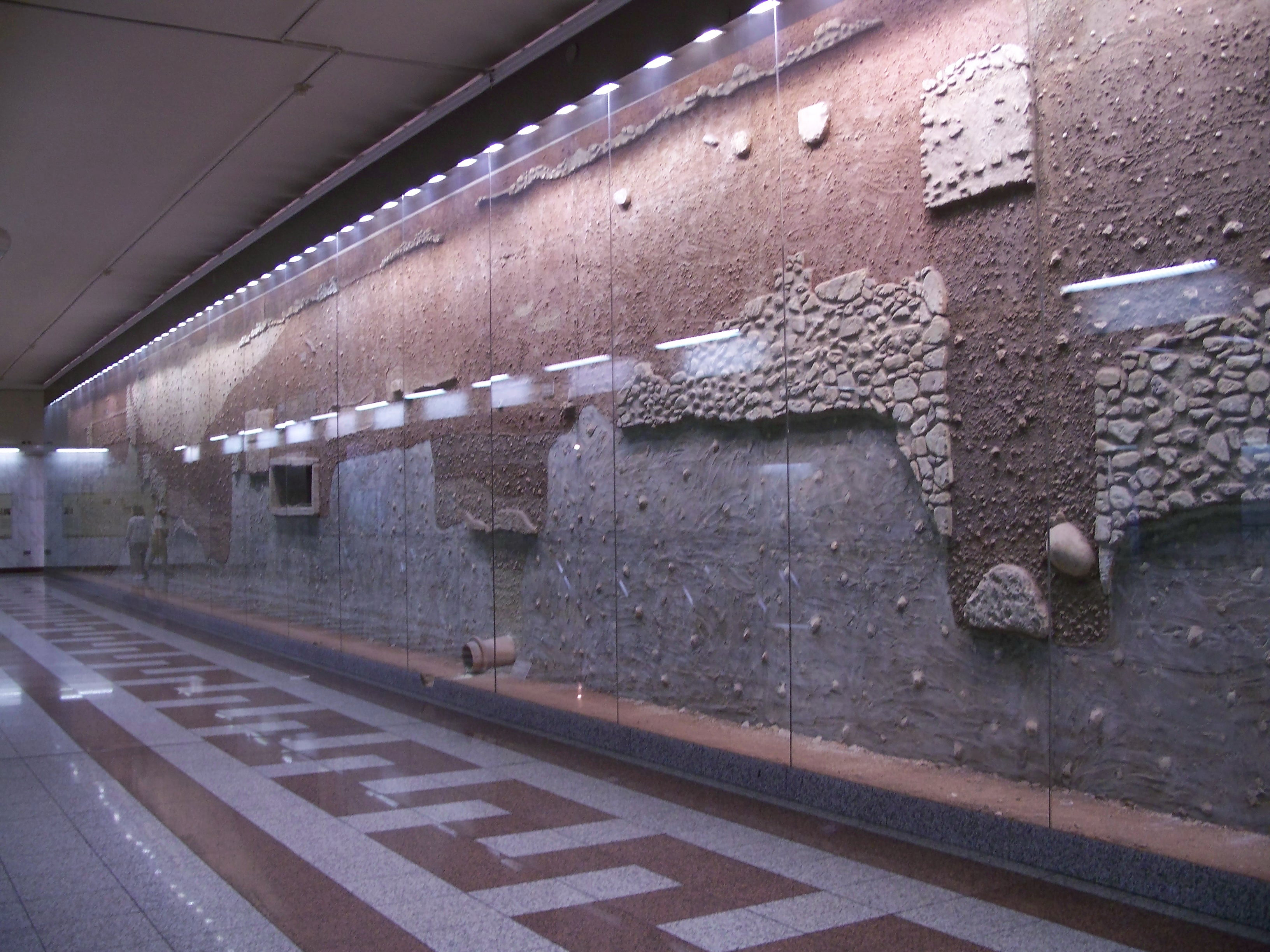
Syntagma: successione stratigrafica del sottosuolo ateniese con al centro, le tubazioni di un acquedotto arcaico, forse opera dei Pisistratidi.

Le origini della linea 1 della ferrovia metropolitana ateniese vanno ricercate nella prima ferrovia greca, la Atene−Pireo, la cui pianificazione risale al 1855 e l'effettiva inaugurazione al 1869, rendendo così la metropolitana di Atene una delle prime in Europa. Nel 1904 la linea fu elettrificata (per questo motivo, ancora oggi, la linea 1 è chiamata comunemente dagli ateniesi Ilektrikò).
Tale linea fu progressivamente ampliata attraverso il centro di Atene negli anni trenta del Novecento (a quest'epoca risale la fermata di Omonoia, la prima stazione ferroviaria sotterranea in Grecia) e negli anni cinquanta essa fu congiunta a una vecchia linea ferroviaria, costruita anch'essa ai primi del Novecento, che svolgeva servizio fino al sobborgo settentrionale di Kifisià. Grazie all'aggiunta di altre stazioni, all'eliminazione dei passaggi a raso, alla costruzione di viadotti nel centro della città e all'introduzione di materiale rotabile a cinque e a sei vagoni, nel 1957 la linea Pireo-Kifisià acquisì gli standard di una vera e propria metropolitana.
Dopo il 2000 la linea 1 è stata sottoposta a un nuovo restyling con lo scopo di armonizzarla con gli standard tecnologici ed estetici delle Linee 2 e 3.
Più tormentata fu la storia della prima vera e propria rete ferrovia sotterranea di Atene. Già dagli anni Cinquanta si era raggiunta la consapevolezza della necessità di una rete metropolitana all'altezza di una città ingranditasi a dismisura, ma la scarsità di finanziamenti, l'agitata situazione politica (dal 1967 al 1974 la Grecia fu governata dalla giunta militare dei colonnelli), e il timore che il ritrovamento di reperti archeologici rallentasse o rendesse impossibile l'impresa, fecero sì che soltanto alla fine degli anni ottanta del Novecento il sogno del "metrò", come lo chiamano gli ateniesi per distinguerlo dal vecchio "ilektrikò", ha cominciato a diventare realtà.
La costruzione delle linee 2 e 3 è cominciata nel 1992 ed è terminata, nella sua prima fase, nel 2000 (18 chilometri). Nuove stazioni sono state aggiunte nel 2004, in occasione delle Olimpiadi. Il piano di ampliamento per il prossimo decennio prevede il prolungamento di tutte e tre le linee e la costruzione di una nuova linea a forma di U, denominata 4 e di colore arancione.
All'ottobre 2022, la rete ha uno sviluppo di 90 chilometri e sono in costruzione o in progetto circa 40 chilometri di nuove linee. Le tecniche costruttive adottate per la realizzazione del metro hanno tenuto conto del particolare sottosuolo di Atene: per questo tutte le stazioni si trovano a oltre venti metri di profondità, ossia sotto lo strato archeologico. In generale si è preferito lo scavo con talpe meccaniche, ma in certi punti è stato adottato il sistema a scudo.

## Linee
| Linea   | Colore  | Percorso                                                         | Prima tratta             | Apertura | Ultima estensione | Lunghezza | Stazioni | Tempo di percorrenza |
| ------- | ------- | ---------------------------------------------------------------- | ------------------------ | -------- | ----------------- | --------- | -------- | -------------------- |
| 1       | Verde   | Pireo ↔ Kifissia                                                 | Pireo ↔ Thissio          | 1869     | 2004              | 25,7 km   | 24       | 51 minuti            |
| 2       | Rosso   | Anthoupoli ↔ Elliniko                                            | Sepolia ↔ Syntagma       | 2000     | 2013              | 18,7 km   | 20       | 29 minuti            |
| 3       | Blu     | Dimotiko Theatro ↔ Doukissis Plakentias (Aeroporto E. Venizelos) | Syntagma ↔ Ethniki Amyna | 2000     | 2022              | 47,3 km   | 27       | 54 minuti            |
| Totale: | Totale: | Totale:                                                          | Totale:                  | Totale:  | Totale:           | 91,7 km   | 71       | —                    |

### Caratteristiche
Le tre linee sono alimentate con terza rotaia. I treni della linea 3 che svolgono il servizio da e verso l'aeroporto sono dotati di doppia alimentazione, a terza rotaia e a pantografo, per poter funzionare in comune sulla linea della ferrovia suburbana. Le tre linee comunicano tra loro mediante due tunnel di collegamento: il primo collega la Linea 1 con la Linea 2 presso la stazione "Attikì" e il secondo la Linea 2 con la Linea 3 presso la stazione "Syntagma". Così, almeno in teoria, tutti i treni del sistema possono circolare indifferentemente su tutte e tre le linee. Di fatto, però, questo accade soltanto con i treni delle Linee 2 e 3.
Lo scartamento è quello standard ferroviario di 1435 mm. I treni sono normalmente composti da sei carrozze, di cui la prima e l'ultima sono quelle di trazione. Sulla Linea 1 circolano ancora treni con cinque vagoni. Nei treni di fabbricazione più recente, in circolazione esclusivamente sulle Linee 2 e 3, si può accedere liberamente da un vagone all'altro. Tutti i treni sono dotati di sistemi di segnalazione acustica delle stazioni e degli interscambi con le altre linee metropolitane, ferroviarie e tranviarie, mentre i treni di fabbricazione più recente delle Linee 2 e 3 sono dotati inoltre di schermi a cristalli liquidi che forniscono informazioni utili ai passeggeri. 
Le stazioni, particolarmente curate sul piano architettonico, presentano tutti i comfort tipici di una stazione della metropolitana (biglietteria, centro di controllo, sportelli bancari automatici, eventualmente edicole ed esercizi commerciali) oltre ad ampi spazi destinati ad ospitare mostre ed happening artistici, e a numerose opere d'arte ed esposizioni archeologiche che mettono in mostra i ritrovamenti venuti alla luce durante gli scavi: tra questi,  particolarmente interessanti sono quelli della stazione "Syntagma" e le opere di artisti greci contemporanei esposte presso le stazioni di "Ethnikì Àmina", di "Omònoia", di "Akropoli" ecc.).
Le banchine delle stazioni sono lunghe 80 metri salvo quella di "Monastiraki", lunga 110 metri, e quella di "Syntagma", costruita in modo da poter in futuro ospitare treni con sette vagoni. Tutte le stazioni sono dotate di ascensori, scale mobili e altre facilitazioni per i passeggeri disabili.
Per quanto riguarda gli accessi alle stazioni e ai treni, dal 2017, con l'introduzione dei nuovi biglietti elettronici ricaricabili e delle nuove tessere, il sistema prevede varchi d'ingresso e di uscita ad ogni stazione della metropolitana. Su tutte e tre le linee è consentito il trasporto delle biciclette senza alcuna limitazione di fascia oraria. In tutta la parte sotterranea del sistema è possibile l'uso dei telefoni cellulari.
I centri di controllo del sistema sono due: quello della Linea 1 ha sede presso la stazione di "Irini", quello delle Linee 2 e 3 presso la stazione "Syntagma". Le tre linee si incrociano tra di loro alle stazioni di Syntagma (Linee 2 e 3), Monastiraki (Linee 1 e 3), Omònoia (Linee 1 e 2), Attikì (Linee 1 e 2). Stazioni di interscambio con altri mezzi su rotaia sono: Pireo (Linea 1 e ferrovia suburbana), Faliro (Linea 1 e metrotranvia), Neratziotissa (Linea 1 e ferrovia suburbana), Stathmos Larissis (Linea 2, ferrovia suburbana e ferrovie nazionali), Syggrou-Fix (Linea 2 e metrotranvia), Neos Kosmos (Linea 2 e metrotranvia), Sintagma (Linea 2, linea 3 e metrotranvia), Doukissis Plakentias (Linea 3 e ferrovia suburbana), Pallini (Linea 3 e ferrovia suburbana, stazione comune), Peania-Kantza (Linea 3 e ferrovia suburbana, stazione comune), Koropi (Linea 3 e ferrovia suburbana, stazione comune), Aeroporto Internazionale "El. Venizelos" (Linea 3 e ferrovia suburbana, stazione comune).
Dal primo luglio del 2011 la metropolitana di Atene è gestita dalla STASY, nata dalla fusione tra ISAP (ex gestore della linea 1) e AMEL, gestore delle linee 2 e 3. STASY, che gestisce anche i 26 chilometri della linea tramviaria che unisce il centro di Atene con i sobborghi litoranei di Vula e di Neo Fàliro, fa capo alla OASA, ente di supervisione del trasporto pubblico su gomma e su rotaia della capitale greca. La società Attikò Metro, dal canto suo, è l'ente preposto alla progettazione, alla costruzione e allo sviluppo della rete ferroviaria metropolitana di Atene. La Attikò Metro è attualmente impegnata nella costruzione della metropolitana di Salonicco.

## Curiosità

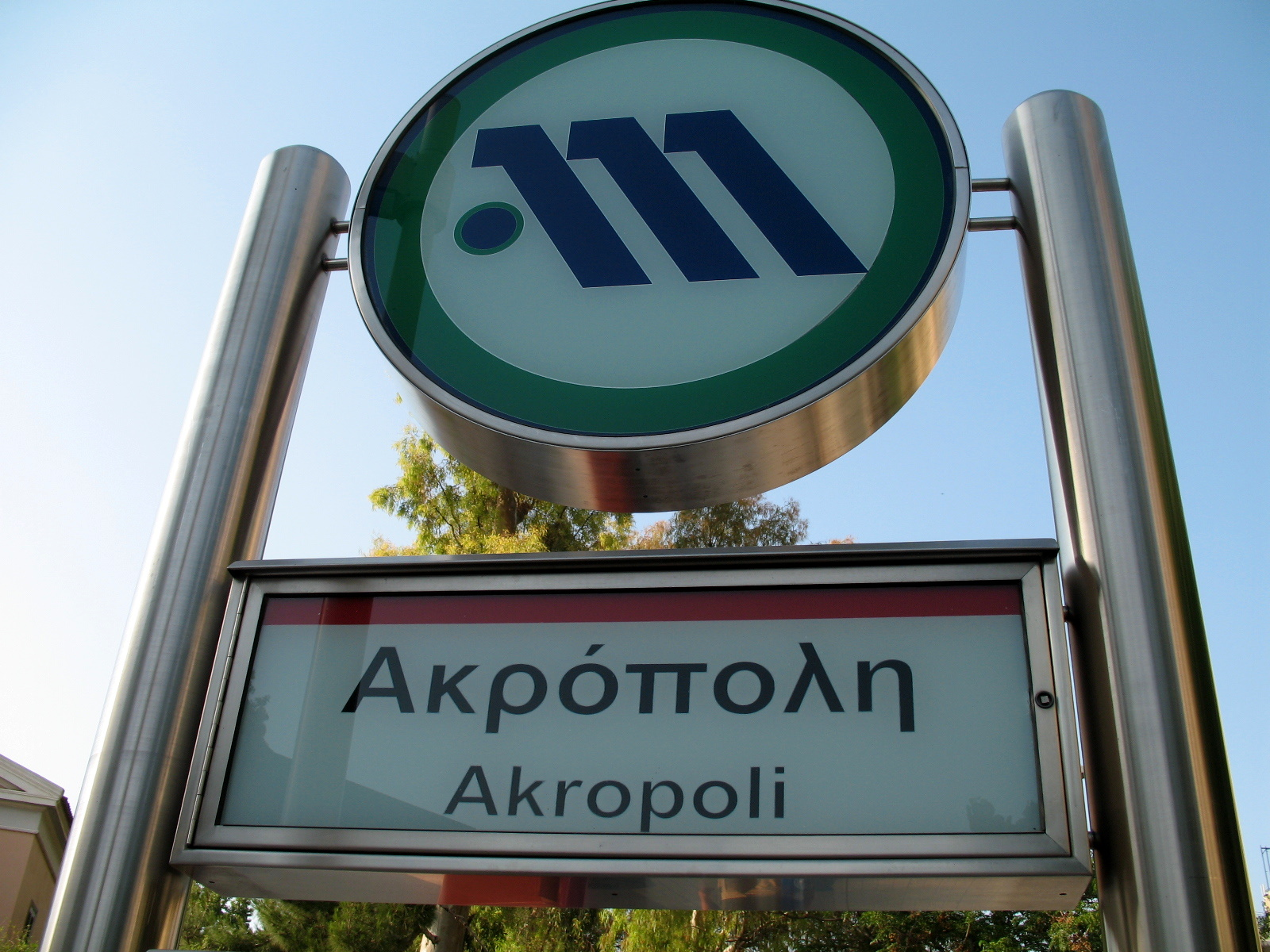
Le indicazioni sono tutte bialfabetiche.

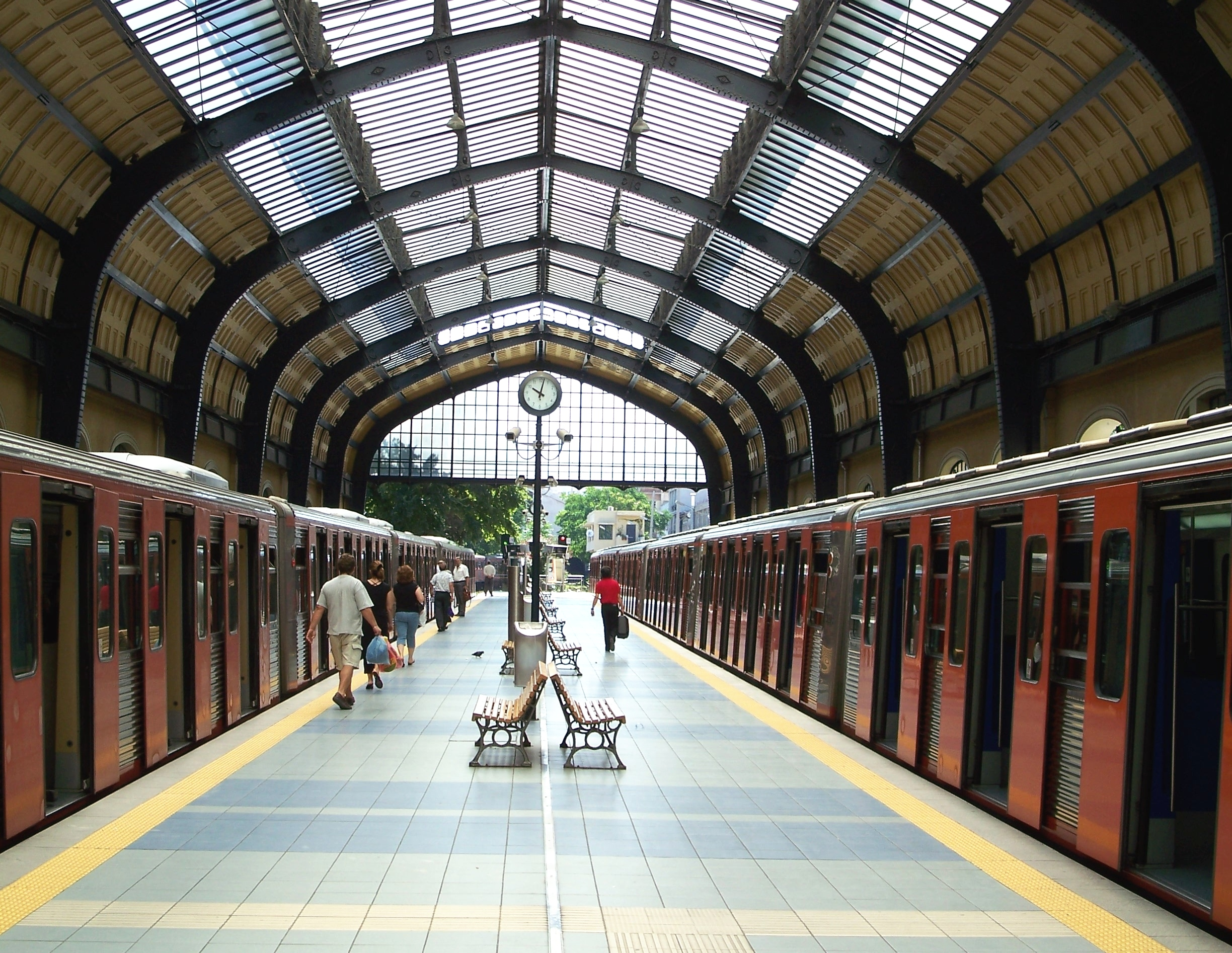
Stazione Metro del Pireo.

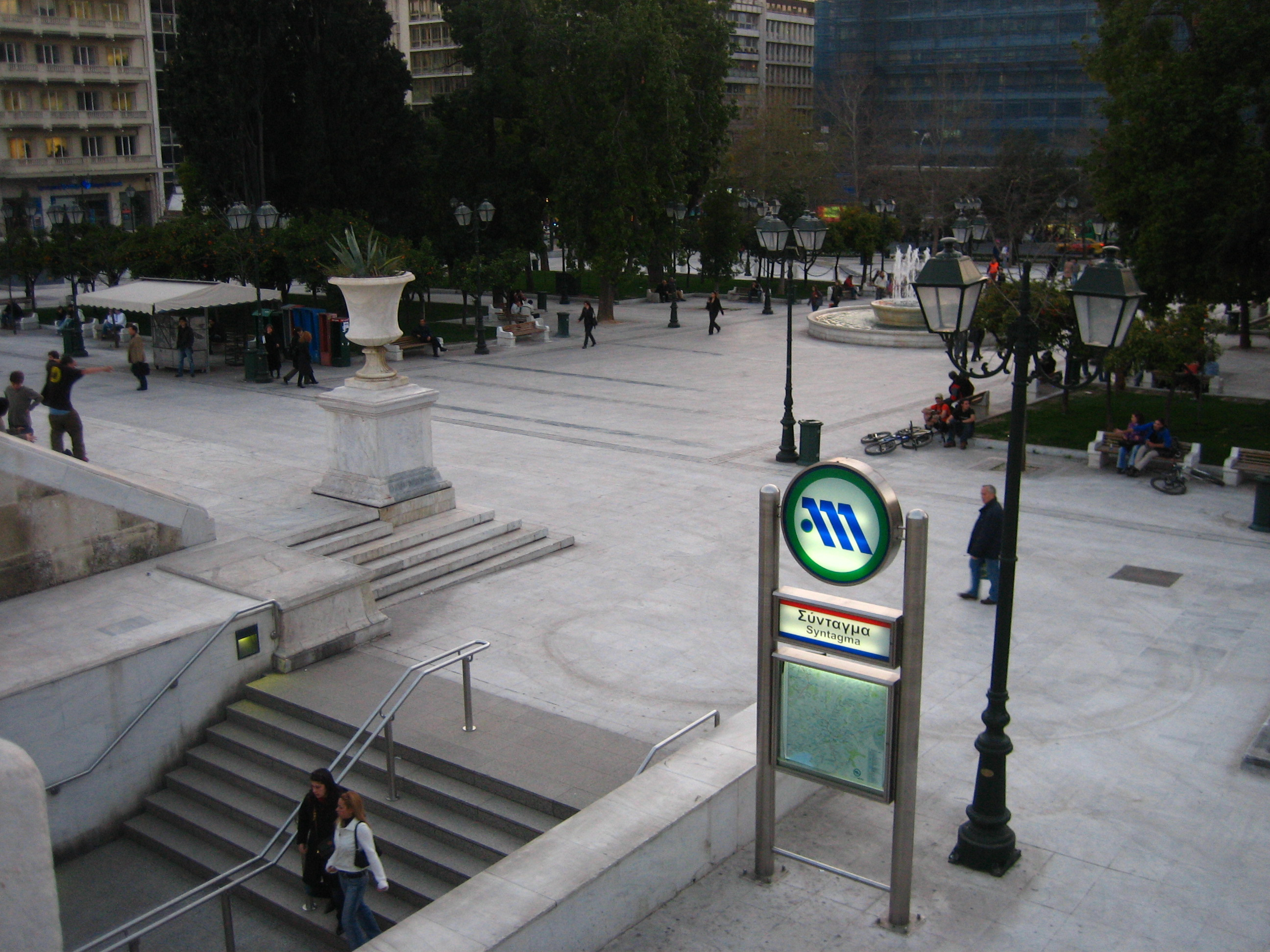
L'ingresso alla stazione della Metro di Piazza Syntagma

- L'ingresso alla stazione della Metro di Piazza SyntagmaLa metropolitana di Atene possiede due "stazioni fantasma": la prima è la vecchia stazione di Omonoia, dismessa nel 1930. Costruita in trincea, era posta all'angolo tra Odos Athinas e Odos Lykourgou. Fu resa sotterranea durante i lavori di costruzione della nuova stazione e oggi è adibita a deposito per i convogli che effettuano l'ultima corsa notturna. Chi viene dal Pireo sulla Linea 1 la può scorgere parzialmente sulla sinistra, pochi metri prima dell'ingresso in Omonoia. La seconda "stazione fantasma" è posta all'incrocio tra Ierà Odos e Odos Pireos al Ceramico. Inizialmente fu concepita come capolinea occidentale della costruenda Linea 3. Essendo disegnata come stazione di testa, fu costruita prima del tunnel che avrebbe dovuto collegarla al resto del sistema. Ma quando la talpa giunse a cinquecento metri dalla stazione, i lavori furono interrotti dal Servizio Archeologico Nazionale, che rilevò segni di cedimento sulla soprastante area archeologica del Ceramico. I lavori furono bloccati e il tunnel fu ridisegnato con conseguente spostamento della nuova stazione più a ovest. La vecchia stazione, profonda oltre trenta metri, fu abbandonata e poi trasformata in un parcheggio automobilistico di corrispondenza.
- Poiché i treni della metropolitana di Atene possono essere usati indistintamente in tutte e tre le linee (benché questo accada soltanto con i convogli delle linee 2 e 3), le cartine a bordo dei convogli presentano sempre lo schema di tutta la rete e non soltanto la linea specifica esercita da ciascun treno. Per una tradizione che risale ai tempi in cui l'attuale Linea 1 (verde) costituiva l'unica metropolitana della città, le cartine con lo schema della rete sui convogli della Linea 1 sono collocate in modo speculare sopra le porte di destra e quelle di sinistra, in modo tale che, in almeno una serie di cartine, la linea verde sia orientata a seconda del senso di marcia del treno.
- Sempre in tema di cartine a bordo dei convogli, esse presentano ancora alcune delle vignette che ornavano le vecchie cartine della Linea 1: la vignetta di una nave simboleggiava il porto del Pireo, quella di una carrozzella a cavallo simboleggiava il capolinea del sobborgo boscoso di Kifisià, un Partenone stilizzato sopra la stazione di Monastiraki simboleggiava la vicinanza dell'Acropoli, i cinque cerchi olimpici erano connessi con la stazione Irini (annessa allo Stadio olimpico), mentre il disegno della statua bronzea di Poseidone conservata al Museo archeologico nazionale era collegato alla stazione Victoria, nelle vicinanze appunto del museo. Con l'apertura delle linee 2 e 3, al repertorio di vignette fu aggiunta una chiave di violino posta sopra la stazione Megaro Moussikis, a simboleggiare appunto la Sala da concerto. Nelle cartine più attuali sono rimaste soltanto le vignette del Partenone (collocato adesso sopra la stazione Akropoli della Linea 2), della nave al Pireo e i cinque cerchi olimpici, cui si è aggiunto il disegno di un treno presso la stazione ferroviaria.

## Altri mezzi di trasporto pubblico su ferro

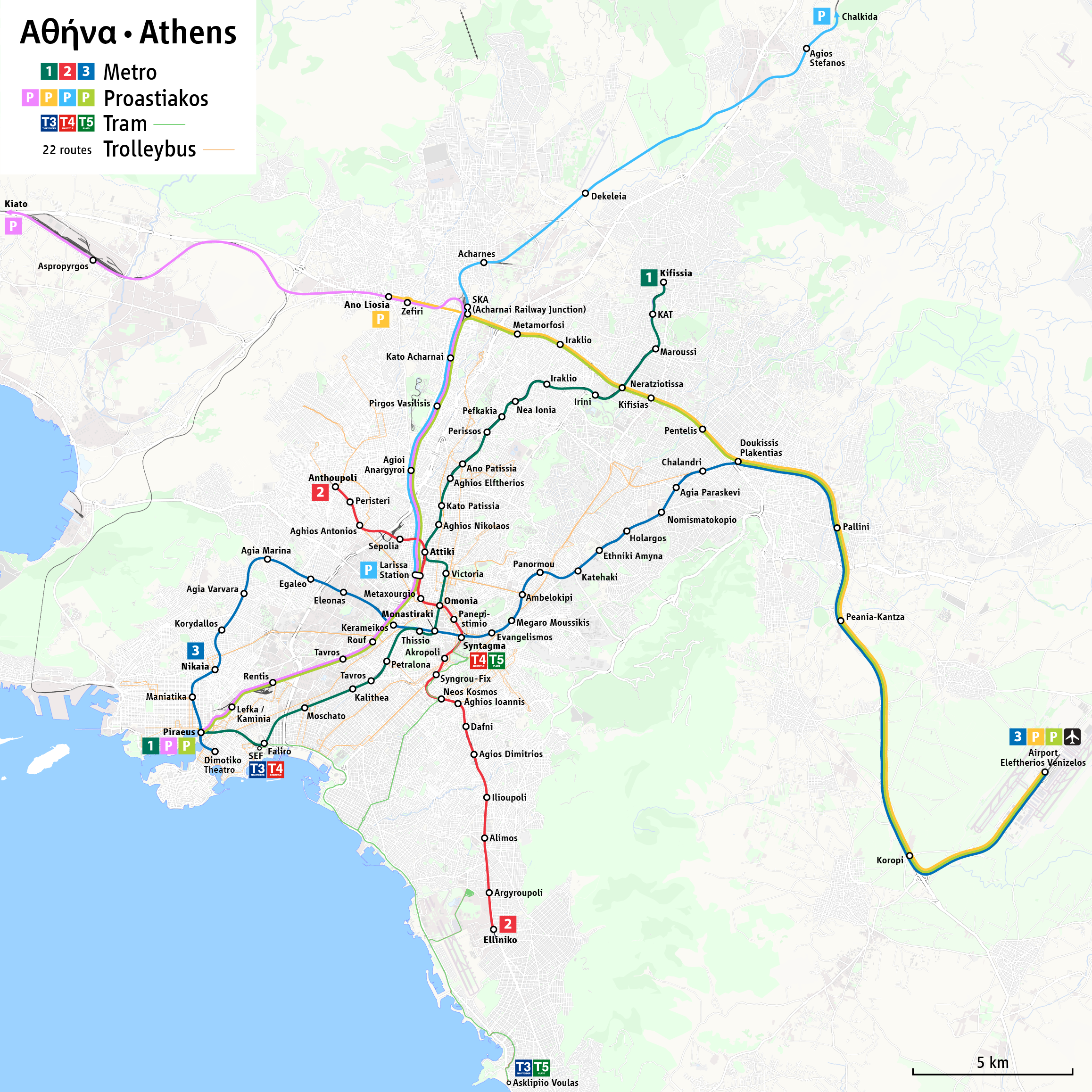
Mappa del trasporto su rotaia di Atene: metropolitana, rete tranviaria e treno suburbano

Il sistema di trasporto pubblico della città  è completato dalla rete tranviaria di Atene (2 linee per uno sviluppo totale di ca. 30 km) e dal servizio ferroviario suburbano di Atene (proastiakós, 4 linee per uno sviluppo totale di ca. 90 km). La ferrovia suburbana si articola su tre assi principali: Aeroporto internazionale "El. Venizelos"-Pireo; Aeroporto internazionale "El. Venizelos"-Kiato; Kiato-Pireo. All'interno dell'area urbana sono attive le seguenti stazioni: Doukissis Plakentias (interscambio con Linea metropolitana 3), Penteli, Kifisias, Nerantziotissa (interscambio con Linea metropolitana 1), Iraklio, Àno Liosia, Aspròpirgos, Magula, Stathmòs Larissis (Atene centro, interscambio con Linea metropolitana 2), Rouf, Renti, Lefka e Pireo (interscambio con Linea metropolitana 1).

## Progetti futuri
Estensioni previste:
Linea 1 (al momento congelate): 
- Τatoi
- Νea Erithrea
- Kastri
- Autostrada Atene-Lamia
- Anixi
- Aghios Stefanos
- Kaminia (tra le stazioni Fàliro e Pireo)

In stadio avanzato di progettazione si trova la nuova linea 4, contraddistinta dal colore arancione. Essa sarà lunga circa 30 chilometri e collegherà il centro di Atene con una serie di zone nevralgiche della capitale: numerosi ospedali, la zona dei tribunali, il quartiere Kolonaki, il campus universitario, l'asse del viale Kifisías, e i popolosi quartieri di Galatsi, Kipseli, Exarcheia, Pangrati e Zografou. La linea 4 sarà a forma di ferro di cavallo, si incrocerà con le altre linee ferroviarie urbane e suburbane in cinque punti e costerà, secondo le prime stime, circa 3 miliardi di euro. Il 25 settembre 2014 la Attiko Metro ha annunciato che la Linea 4 è stata suddivisa in cinque lotti di costruzione. Il primo lotto (dalla stazione Alsos Veikou fino a Goudi) è lungo circa 12 chilometri con 14 stazioni.